# Загон (комуна)
Загон (рум. Zagon) — комуна у повіті Ковасна в Румунії. До складу комуни входять такі села (дані про населення за 2002 рік):
- Загон (4187 осіб) — адміністративний центр комуни
- Пепеуць (1302 особи)

Комуна розташована на відстані 148 км на північ від Бухареста, 27 км на схід від Сфинту-Георге, 41 км на схід від Брашова.

## Населення
За даними перепису населення 2002 року у комуні проживали 5489 осіб.
Національний склад населення комуни:
| Національність            | Кількість осіб | Відсоток |
| ------------------------- | -------------- | -------- |
| угорці                    | 2728           | 49,7%    |
| румуни                    | 2722           | 49,6%    |
| цигани                    | 35             | 0,6%     |
| українці                  | 1              | < 0,1%   |
| не вказали національність | 3              | 0,1%     |

Рідною мовою назвали:
| Мова                  | Кількість осіб | Відсоток |
| --------------------- | -------------- | -------- |
| угорська              | 2751           | 50,1%    |
| румунська             | 2724           | 49,6%    |
| циганська             | 8              | 0,1%     |
| українська            | 2              | < 0,1%   |
| німецька              | 1              | < 0,1%   |
| не вказали рідну мову | 3              | 0,1%     |

Склад населення комуни за віросповіданням:
| Релігія                                       | Кількість осіб | Відсоток |
| --------------------------------------------- | -------------- | -------- |
| православні                                   | 2684           | 48,9%    |
| реформати                                     | 2404           | 43,8%    |
| римо-католики                                 | 326            | 5,9%     |
| баптисти                                      | 18             | 0,3%     |
| унітарії                                      | 5              | 0,1%     |
| не релігійні                                  | 5              | 0,1%     |
| греко-католики                                | 4              | 0,1%     |
| лютерани (Синодально-пресвітеріанська церква) | 4              | 0,1%     |
| п'ятдесятники                                 | 3              | 0,1%     |
| не вказали релігію                            | 4              | 0,1%     |